# Christoph Brandenburg
Christoph Brandenburg (vormals Christoph 71) ist der Funkrufname eines Intensivtransporthubschraubers (ITH) in Deutschland, der in die Notfallrettung des Landes Brandenburg eingebunden und an der Luftrettungsstation der ADAC Luftrettung in Senftenberg stationiert ist. Er wird vorwiegend für Interhospitaltransporte von Notfallpatienten und intensivpflichtigen Patienten unter Fortführung aller notwendigen medizinischen Maßnahmen eingesetzt. Bei Bedarf kann der im 24-Stunden-Einsatz betriebene Hubschrauber auch für Notfalleinsätze im Rettungsdienst eingesetzt werden.

## Station, Einsatz und Besatzung
Der Intensivtransporthubschrauber Christoph Brandenburg teilt sich die Luftrettungsstation Senftenberg mit dem dort seit Dezember 1991 stationierten Rettungshubschrauber Christoph 33. Die Einsätze der Station werden von der Einsatzleitstelle in Cottbus koordiniert. Die Luftrettungsleitstelle Cottbus ist gleichzeitig die integrierte Regionalleitstelle Lausitz und die vom Land Brandenburg beauftragte zentrale Koordinierungsstelle für Verlegungsflüge.
Christoph Brandenburg ist, wie auch der zweite regelmäßig im Land Brandenburg einsatzfähige Intensivtransporthubschrauber Christoph Berlin, täglich rund um die Uhr in Einsatzbereitschaft. Der Einsatzbereich des vom Ministerium des Innern und für Kommunales des Landes Brandenburg als Aufgabenträger verantworteten ITH umfasst das Land Brandenburg, angrenzende Bundesländer sowie das benachbarte Ausland (Polen, Tschechien).
Hauptaufgabe des ITH ist die Verlegung von Notfall- und Intensivpatienten von einem Krankenhaus zu einem für die weitere medizinische Versorgung geeignetes Krankenhaus (siehe Sekundäreinsätze). In Sonderfällen übernimmt er, vor allem nachts, auch Rettungseinsätze (Primäreinsätze), wenn ein anderes geeignetes Rettungsmittel nicht innerhalb der Hilfsfrist verfügbar ist.
Rechtsgrundlagen für den Hubschraubereinsatz sind insbesondere die aufgrund des Brandenburgischen Rettungsdienstgesetzes erlassene Landesrettungsdienstplanverordnung (LRDPV) und eine ergänzende Dienstanweisung. Ferner besteht eine Vereinbarung zwischen dem Land Berlin und dem Land Brandenburg über die Zusammenarbeit in der Luftrettung auf Basis eines Staatsvertrages über die Zusammenarbeit in der Notfallrettung zwischen beiden Ländern.
Die Besatzung von Christoph Brandenburg besteht tagsüber aus einem Piloten bzw. bei Nacht aus zwei Piloten der ADAC Luftrettung, einem Notarzt und einem Notfallsanitäter des Klinikums Niederlausitz. Die Notfallsanitäter unterstützen als HEMS Technical Crew Member den bzw. die Piloten im Bereich der Kommunikation und Navigation, während der Notarzt juristisch gesehen ein Passagier ist. Die Notärzte kommen aus den Fachdisziplinen Anästhesie, Innere Medizin und Chirurgie.

## Geschichte
Der ITH Christoph Brandenburg wurde am 1. Juli 1994, damals noch mit dem Rufnamen Christoph 71, in Dienst gestellt und wird seither von der ADAC Luftrettung betrieben. Als erste Maschine wurde eine MBB/Kawasaki BK 117 verwendet. Diese wurde 2003 durch eine EC145 ersetzt. Im August 2016 wurde die EC145 durch den Airbus Helicopters H145 D-2 ersetzt. Seit dem 14. April 2022 wird an der Station eine Airbus Helicopters H145 D-3 mit Fünfblattrotor (D-HYAS) eingesetzt. Vorteile gegenüber der H145 mit Vierblattrotor sind eine etwas geringere Leermasse, ein gesteigerter Auftrieb sowie ein ruhigeres Flugverhalten. Die Maschine bietet damit bei gleicher Leistung eine um 150 kg höhere mögliche Nutzlast. Eine weitere Besonderheit der D-HYAS sind die Reflektorstreifen, die entlang der Konturen von Rumpf und Heck angebracht wurden. Diese verbessern die optische Wahrnehmung des Hubschraubers an Einsatzstellen, vor allem in der Dunkelheit.
Seit April 2018 wird Christoph Brandenburg mit speziellen Nachtsichtbrillen auch nach Sonnenuntergang bei Notfalleinsätzen in unbekanntem Gelände eingesetzt.

## Einsatzstatistik
| Jahr     | 1994 | 1995 | 1996 | 1997 | 1998 | 1999 | 2000 | 2001 | 2002 | 2003 | 2004 | 2005 | 2006 | 2007 | 2008 | 2009 |
| Einsätze | 328  | 528  | 627  | 705  | 704  | 773  | 755  | 731  | 772  | 769  | 729  | 780  | 827  | 1085 | 985  | 968  |

| Jahr     | 2010 | 2011 | 2012 | 2013 | 2014 | 2015 | 2016 | 2017 | 2018 | 2019 | 2020 | 2021 | 2022 |
| Einsätze | 981  | 1183 | 1147 | 1050 | 1023 | 1157 | 1122 | 1193 | 1200 | 1208 | 1169 | 1072 | 2022 |

## Sonstiges
Der Name Christoph Brandenburg geht auf den heiligen Christophorus zurück, den Schutzpatron der Reisenden. Nach ihm tragen alle deutschen Rettungshubschrauber den BOS-Funk-Rufnamen Christoph, gefolgt von einer Nummer bei Rettungshubschraubern und einer Bezeichnung zum Standort bei Intensivtransporthubschraubern.